# Jacques de Huvé
Jacques de Huvé ou Jacques Huvet, (av.1620-1690), seigneur de Xertigny et du Clerjus, fut un capitaine, châtelain de la ville et du comté de Fontenoy-le-Château.

## La guerre de Trente Ans
Jacques Huvé prend ses fonctions de capitaine-châtelain des Villes et Comté de Fontenoy en 1633, prenant la suite d'Africain de Saint-Lambert, aux heures douloureuses pour la Lorraine de la guerre de Trente Ans. Il défend les intérêts de Fontenoy et représente dans le Comté le jeune Seigneur Ernest Bogislaw de Croÿ. En 1635, les troupes françaises assiègent Fontenoy puis investissent la place et occupent le château. 
Jacques Huvé rejoint les armées du duc Charles IV pour continuer la lutte contre les Français. Il parvient, à la tête d'une poignée d'hommes en armes à faire lever le siège de la ville de Remiremont assiégée par Turenne mais vaillamment défendue par l'Abbesse Catherine de Lorraine, sœur du Duc Charles. Voici ce qu'en écrit le Marquis de Beauvau dans ses mémoires.

« Monsieur de Turenne (...) fut prié de vouloir reprendre chemin faisant cette méchante place qu'on ne croyait pas voir tenir plus de vingt-quatre heures, mais elle fut défendue avec tant de résolution qu'un secours mêlé de paysans et de quelques hommes du Duc ayant parus ensuite sur la hauteur des montagnes, plutôt pour faire montre, qu'en état de donner sur le camp de Monsieur de Turenne, lui fit prendre néanmoins la résolution de se retirer avec quelques précipitations. »

Lorsque Jacques Huvé rejoint Fontenoy, la ville n'est plus que ruine et le château guère habitable : en effet, les Français délogés par les troupes lorraines y avaient mis le feu avant de quitter la place en 1635. Il faudra attendre les récoltes abondantes des années 1653 et 1654 et la signature de la paix en 1659 pour que le capitaine-châtelain puisse travailler à la reconstruction de la ville.
En remerciement de ses valeureux services, il est anobli par lettres patentes du 12 janvier 1657, entérinées par la cour souveraine de Lorraine siégeant à Trèves le 5 octobre de la même année. Il portera d'azur au chevron d'or chargé de deux croissants montants de gueule et accompagné de trois croisettes d'or.

## Famille
Jacques de Huvé est un  descendant de la maison du Sieur Huvet ou Havet affranchi par Jean II de Bourgogne, seigneur de Montaigu, en 1355.

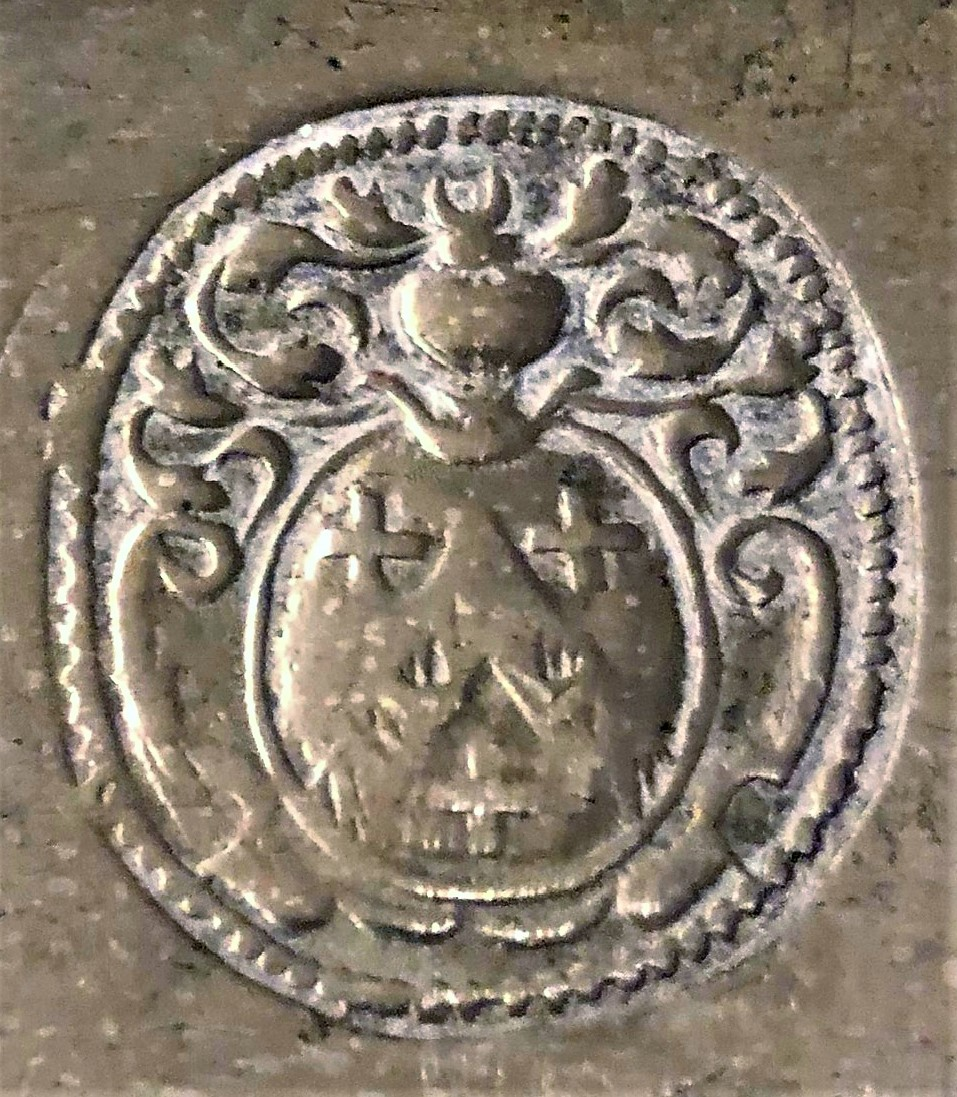
plat en étain du XVIIe. s. aux armes des de Huvé

Michel de Huvé, le fils de Jacques prendra à sa suite les fonctions de capitaine Prevot de la terre de Fontenoy.
Jacques de Huvé est l'arrière grand-père du Chanoine Antoine Michel de Huvé (1757-ap. 1805) qui s'illustra par les secours apportés aux prisonniers français de l'Autriche et retenus en Transylvanie pendant ses années d'exil de la Révolution Française,.
Joseph Mercier  (1836-1897), Maître verrier et Député de la Haute-Saône, Auguste Honnoré (1836-1886) sénateur de la Meuse  ou Aurélia Schaefer  maître de ballet sont des  descendants de Jacques de Huvé.

## Sources
- A.V.F juniors, PEP 88, V. André-Durupt, Fontenoy-le-Chastel, Histoire d'un château-fort racontée aux enfants, éd. AVF, 2015,  (ISBN 9782954489278)
- Constant Olivier, Histoire de Fontenoy, éd. Annales de la Société d'émulation du département des Vosges, 1894
- Léopold Duhamel, Documents rares ou inédits de l'historie des Vosges, p. 288, éd. Dept Vosges, 1873
- Alain Petiot, Les Lorrains et l'Empire: dictionnaire biographique des Lorrains et de leurs descendants au service des Habsbourg de la Maison d'Autriche, éd.  Mémoire et Documents, 2005, p. 252,  (ISBN 2914611374)
- Ambroise Pelletier, Nobiliaire ou armorial général de la Lorraine et du Barrois, p. 397, 1758
- Louis-Charles Waroquier de Méricourt de La Mothe de Combles, État de la Noblesse année 1782, p. 371-372, éd. Leboucher, 1782
- David de Riocour, Preuves de Noblesse des cadets gentilshommes du roi Stanislas duc de Lorraine, Revue Historique, Paris, série 3, tome 5, p.541, 1880